# Monumentet för Arbetarpartiet

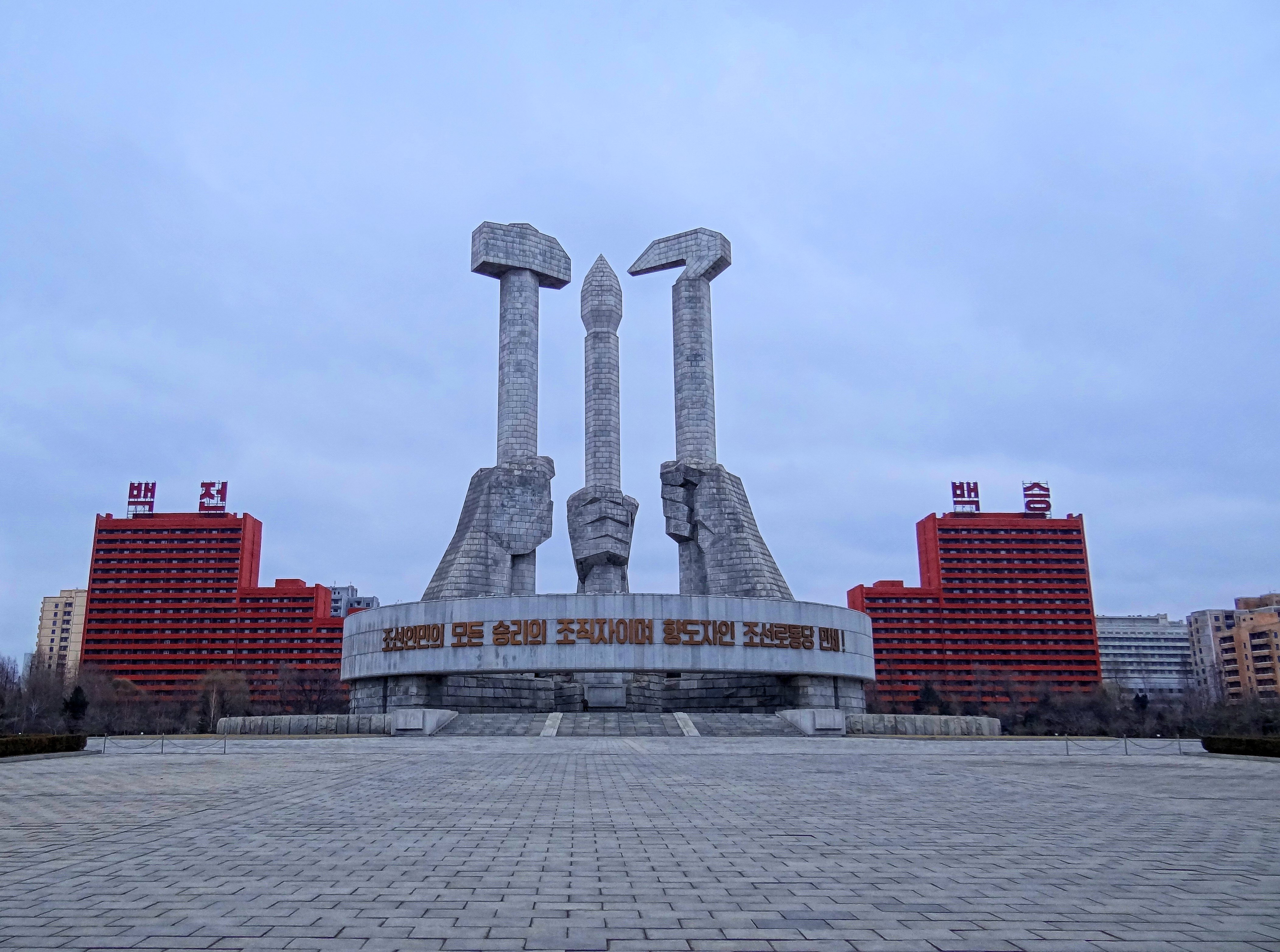
Monumentet för Arbetarpartiet i Pyongyang

Monumentet för Arbetarpartiet är ett stort monument eller staty i Nordkoreas huvudstad Pyongyang. Monumentet symboliserar styrkan i det nordkoreanska arbetarpartiets 50 år vid makten.